# Алекс Тарнер (музичар)
Александар Давид Тарнер (Шефилд, 6. јануар 1986) енглески је музичар. Он је водећи вокалиста, гитариста и главни текстописац енглеске инди рок групе Арктик манкиз. Као једино дете двоје наставника, Тарнер је одрастао у предграђу Шефилда. Такође је снимао за свој споредни пројекат „The Last Shadow Puppets“ и као соло уметник за музику филма „Подморница“ (Submarine).

## Младост
Тарнер је рођен у Шефилду, као једино дете родитеља Пени и Давида. Отац му је такође одрастао у Шефилду, док му је мајка из Амершама. Оба родитеља су му радила у локалној средњој школи; мајка као професорка немачког језика, а отац као професор физике, као и професор музике. Тарнер је узимао часове клавира до своје осме године и био је изложен разним врстама музике код куће, као што је музика Френка Синатре, Карпентерса, Битлса, Лед Зепелина, Бич Бојса, Дејвид Боуиа и Иглса. Отац му је био велики љубитељ џез музике и био је члан разних великих оркестара, где је свирао саксофон, кларинет и клавир. 
Тарнер се школовао у средњој школи Стокбриџ (1997—2002). Потом је провео две године на колеџу Барнсли (2002—2004), где је студирао енглески језик, психологију (само прву годину), музичку технологију и медије. Након колеџа, Тарнерови родитељи су се нерадо сложили да му допусте да одложи факултет годину дана како би наставио своје музичке амбиције.
Тарнер и Мет Хелдерс постали су пријатељи са седам година; били су комшије и похађали исту основну школу. Упознали су Ендија Николсона у средњој школи, и већи део својих тинејџерских година су провели слушајући реп извођаче попут Др. Дреа, Ву-Тенг Кланаа Ауткаста, Сајпрес Хила и Рутс Манува. Након пробијања Строукса, Тарнера су привукле гитарске групе као што су Хајвс и Вајт Страјпс. Тарнер је присуствовао првом музичком наступу 2002. године, гледајући Вајнсе у Манчестеру. Године 2003, у седамнаестој години, отпутовао је у Лондон са Хелдерсоном и Николсоном да би гледали наступ Строукса у Алекандра Палати, где су упознали  Пита Доертија у публици.

## Музичка каријера

### Формирање Арктик Манкиза (2002—2004)
Тарнерови родитељи су му купили гитару за Божић 2001. године. У интервјуу 2013. године, Тарнер наводи да је у том периоду први пут почео да пише песме, користећи бас гитару и велики избор микрофона. Средином 2002. године Тарнер, Кук, Николсон и Хелдерс су одлучили да формирају бенд. Назив Арктик Макниз је Кук смислио. Тарнер првобитно није желео да буде певач; одређени број ученика, укључујући Глин Џоунса, пробао је пре него што је Тарнер постао главни певач. Сва четворица су првобитно били почетници на својим инструментима; вежбали су у Тарнеровој и Хелдерсоновој гаражи, а касније у неискоришћеном складишту у Вату. У почетку су оригиналне песме бенда користиле бесмислене речи, али је Тарнер постепено почео да дели своје текстове са својим колегама. Вежбали су годину дана пре свог првог наступа. Њихова прва свирка била је у петак, 13. јуна 2003. године у локалном пабу под називом „Грожђе“. Њихов реперотар састојао се од осам песама, од којих су пет биле оригиналне.

### Први албуми и комерцијални успех (2005—2007)
У мају 2005, издали су свој први ЕП, Five Minutes With Arctic Monkeys. Бенд је потписао уговор са Домино Рекордс 2005. године. Њихов први албум Whatever People Say I Am, That's What I'm Not, објављен у јануару 2006. и постао је најбрже продани деби албум у историји британске музике. Тај албум се често сматра концептуалним албумом, који се односи на ноћни живот у Великој Британији. Њихов други албум, Favourite Worst Nightmare, објављен је у априлу 2007. године. Снимили су концерт у Манчестеру, где је Ричард Холи гостовао.

### Доба потцењивања(2007—2008)
Тарнер је снимио албум са Мајлз Кејном, Џејмс Фордом и Овен Палетом. Назвали су бенд Лест Шедоу Папетс и албум Доба потецењивања објављен је 21. априла 2008. године. У својој првој недељи продаје постигао је прво место. До краја 2008. године завршили су малу турнеју под покровитељством лондонског филхармонијког оркестра, почевши од 19. августа у Портсмаут Гилдхали.

### Трећи и четврти албум (2009—2012)
Трећи албум Арктик Манкиза, Хамбаг, објављен је августа 2009. године. Продуцент албума је био Џош Хоми, коме су Арктик Манкизи свирали у Хјустону у октобру 2007. Тарнер је затим написао и изводио свих шест нумера за звучни запис за Подморницу, први филм Ричарда Ајоаде, пријатеља и директора разних музичких спотова Арктик Макниза. Записи су објављени 18. марта 2011. године у Великој Британији и САД. Четврти албум Арктик Манкиза, Suck It and See, објављен је у јуну 2011. године.

### АМ (2013—2015)
АМ је објављен у септембру 2013. Тарнер је почео да пише песме за пети албум бенда (касније називан АМ) док је обилазио САД са Блек кизом. Албум је написан и снимљен у Лос Анђелесу. Код метакритичара, који одређује нормализовану оцену од 100 критика главних критичара, албум је добио просечну оцену од 81, на основу 34 прегледа.

### (2018)
У децембру 2016. године, Алек Тарнер је потврдио Би-Би-Сију да је бенд започео на снимању шестог студијског албума. У мају 2017. године појавиле су се фотографије бенда како раде на новој музици у Лос Анђелесу. Дана 5. априла 2018. бенд је најавио име предстојећег албума Tranquillity Base Hotel & Casino који је објављен 10. маја 2018. године.

## Имиџ у јавности
Тарнера знају као човека који нерадо даје интервјуе. По објављивању дебитантског албума, Тарнер и његове колеге су постали познати по мањку интересовања за самопромоцију и по неповерењу према медијима, чак су и напустили прес-конференцију у Паризу. Иако је био познат по екстравагантном понашању на сцени, Тарнер је током давања интервјуа углавном био мање причљив.

## Приватни живот
Тарнер је од 2007. до 2011. године био у јавној вези са Алексом Чанг. Иако више нису заједно, и даље себе сматрају „најбољим пријатељима“.